# 大连理工大学城市学院
大连理工大学城市学院是一所位于中华人民共和国辽宁省大连市的民办独立学院。

## 学院设置[1]
- 计算机工程学院
- 电子与自动化学院
- 管理学院
- 建筑工程学院
- 外国语学院
- 艺术与传媒学院